# Working My Way Back to You
Working My Way Back to You is een nummer van de Amerikaanse band The Four Seasons uit 1966. In 1980 maakte de Amerikaanse R&B- en soulgroep The Spinners een cover van het album, als tweede single van hun elfde studioalbum "Dancin' and Lovin'".
De tekst gaat over een man die zijn vriendin bedroog. Nu ze weg is, realiseert hij zich hoe veel hij van haar hield en heeft hij erg berouw over zijn daden. Hij wil zijn ex opnieuw voor zich winnen. De originele versie van The Four Seasons werd enkel in Noord-Amerika een hit, terwijl The Spinners met hun versie aan beide kanten van de oceaan een gigantische hit scoorden en het succes van het origineel ruim overtroffen. In zowel de Amerikaanse Billboard Hot 100 en de Nederlandse Top 40 bereikte het de 2e positie, terwijl het in de Vlaamse Radio 2 Top 30 een plek lager kwam.

## Tracklijst
- 7"

1. "Working My Way Back to You" - 4:01
2. "Disco Ride" - 6:23

## NPO Radio 2 Top 2000
| Nummer met noteringen in de NPO Radio 2 Top 2000 | '99  | '00 | '01  | '02  | '03  |
| ------------------------------------------------ | ---- | --- | ---- | ---- | ---- |
| Working My Way Back to You                       | 1813 | -   | 1936 | 1573 | 1990 |

1. ↑  Een '-' betekent dat het nummer niet was genoteerd en een vetgedrukt getal geeft de hoogste notering aan.
2. ↑  Deze tabel is bijgewerkt tot en met de laatste editie (2024).